# Karel Slezák
Karel Slezák (2. července 1944 – 7. února 2018) byl český podnikatel, tiskový mluvčí a novinář.

## Životopis
Karel Slezák se narodil 2. července 1944 do živnostenské rodiny, po absolvování střední školy působil jako tavič oceli v Poldi Kladno. V letech 1967 až 1971 studoval Vysokou školu finanční v Praze. V roce 1973 vstoupil do KSČ, byl také členem Svazu československo-sovětského přátelství a Lidových milicí, později dokonce projevoval „zvýšenou stranickou aktivitu“. Novinář Jaroslav Kmenta uvádí, že šlo pravděpodobně o snahu o získání bytu po emigrantovi Petru Štefkovi. V době normalizace pracoval na několika ministerstvech. V roce 1985 jej (jako pracovníka ministerstva financí) několikrát prověřovala Státní bezpečnost pro styky s kanadským diplomatem Howardem Ballochem. Jeho vyšetřování však bylo po dvou letech ukončeno bez výsledku.
Po sametové revoluci se vydal na cestu podnikání, přičemž spolu se svou manželkou Emílií založili firmu SINTON PRAHA, spol. s r.o., která pořádá koncerty a kulturní akce, často ve spolupráci se státními institucemi. Na těchto akcích často vystupovala Slezákova dcera Barbara, sólistka Opery Ars Magna. Podle listin v obchodním rejstříku je společnost hodnocena jako netransparentní.
Prezentoval se jako novinář Pražského zpravodaje, mezi jeho přátele patřil boxer Rosťa Osička. Po prezidentských volbách v roce 2018 se objevil jako novinář ve volebním štábu vítěze voleb Miloše Zemana. Zde napadl kameramana iDNES.cz Alexandera Šulce. Kvůli tomuto incidentu byl vyloučen ze Syndikátu novinářů ČR, jehož členem byl údajně přes třicet let. Následně se s Alexandrem Šulcem setkal a omluvil se.
Zemřel 7. února 2018 na selhání srdce.